# Andrej Vasil'evič Bogdanovskij
Andrej Vasil'evič Bogdanovskij (in russo Андрей Васильевич Богдановский?; Mosca, 1780 – San Pietroburgo, 1864) è stato un generale, politico e nobile russo.

## Biografia

### I primi anni
Nacque in una nobile famiglia della Piccola Russia nel 1780. Il 5 giugno 1798 si diplomò alla scuola per cadetti di fanteria e ne uscì col grado di tenente, ricevendo l'incarico di servizio presso il 12° cacciatori. Ottenuto il grado di capitano (22 maggio 1805), prese parte alla guerra russo-turca del 1806-1812, servendo sotto il maresciallo Kutuzov. Si distinse durante la presa di Bender nel 1807 e venne coinvolto nell'assedio e nella presa della fortezza di Ismail, venendo poi decorato con la IV classe dell'Ordine di Sant'Anna. Il 16 gennaio 1808, Bogdanovskij raggiunse il grado di maggiore. Il 22 maggio 1810 prese parte all'assalto e alla conquista della fortezza di Pazardjik, e nello stesso anno fu promosso al grado di tenente colonnello. Si distinse per il suo ardore in combattimento durante l'assalto condotto dalle truppe russe alla città di Rustchuk, ricevendo come ricompensa l'Ordine militare di San Giorgio di IV classe.

### Le guerre napoleoniche
Il 5 ottobre 1810 Bogdanovskij ricevette il comando del reggimento dei moschettieri di Odessa (40º reggimento cacciatori dal 19 ottobre 1810). Il 20 gennaio 1811 Alessandro I di Russia gli concesse anche il comando del 3º reggimento di fanteria "Narvski".
All'inizio del 1812 il reggimento del colonnello Bogdanovskij era uno di quelli che componevano la 2ª armata d'occidente, agli ordini del generale Bagration. Il tenente colonnello Bogdanovskij ed il suo reggimento si distinsero nella battaglia di Smolensk ed in quella di Borodino, nella quale rimase ferito ad una gamba. Il 16 marzo 1813 ottenne il grado di colonnello.
Durante la campagna in Germania (1813), agli ordini del feldmaresciallo Paskevitch, Bogdanovski si distinse durante l'assedio di Modline (gennaio 1813). Tra il 16 ed il 19 ottobre 1813 mostrò ancora una volta il suo coraggio nel corso della battaglia di Lipsia. Il 5 marzo 1814, al comando del feldmaresciallo prussiano Gebhard Leberecht von Blücher, prese parte alla conquista della città di Soissons e della fortezza che localmente controllava il fiume Aisne. Dopo la battaglia di Craonne, il 1º dicembre 1814, ottenne il grado di maggiore generale. Il 1º gennaio 1815 ottenne il comando della 1ª brigata della 12ª divisione e venne pensionato il 2 gennaio 1820.

### La carriera politica e gli ultimi anni
Il 16 ottobre 1823, il generale Bogdanovskij venne nominato sindaco della città di Kerč', passando nel 1826 alla carica di sindaco della città di Feodosia. Dal 1º gennaio 1828 divenne infine sindaco di Odessa. Il 25 febbraio 1831, venne nominato senatore dallo zar. Il 3 aprile 1848, entrò nel Consiglio Privato di stato. Il 9 marzo 1856, il suo stato di salute lo costrinse a presentare allo zar le sue dimissioni, che furono accettate. Morì nel 1864.